# Вартість грошей у часі
Вартість грошей у часі — базова концепція фінансової математики, метод порівняння двох чи більше грошових величин з різних моментів часу. Ця концепція використовується у тій чи іншій формі в більшості фінансових розрахунків, нп., при обчисленні відсотків з депозиту, розрахунку кредитних платежів, обчисленні вартості цінних паперів та ін. Концепція базується на спостереженні, що одна гривня (чи інша грошова одиниця) сьогодні вартує більше ніж одна гривня за рік. Залежно від ситуації цей факт може бути наслідком однієї чи кількох причин:
- знецінення грошей з приводу інфляції,
- можливість досягнення прибутку (інвестування грошей доступних сьогодні),
- ризик неотримання грошей у майбутньому,
- надання переваги споживанню тепер над споживанням у майбутньому чи схильність до ліквідності у випадку підприємницької діяльності.

Незалежно від причин, зміна вартості грошей у часі описується за допомогою процентної ставки з застосуванням найчастіше складних відсотків. 
У найпростішому варіанті метод зводиться до обчислення приведеної та майбутньої вартості окремого платежу, ануїтету чи іншого грошового потоку. У більш загальному варіанті — актуалізація грошової суми відомої в один момент часу на будь-який інший момент часу в майбутньому чи минулому.

## Приведена вартість
- Приведена вартість майбутньої (за {\displaystyle n} періодів) грошової суми  {\displaystyle FV} при процентній ставці {\displaystyle i}

{\displaystyle PV\,=\,{\frac {FV}{(1+i)^{n}}}}
- Приведена вартість звичайного ануїтету (постнумерандо) зі сталою величиною платежу {\displaystyle A}

{\displaystyle PV\,=\,A\cdot {\frac {1-\left(1+i\right)^{-n}}{i}}}
У випадку ануїтету пренумерандо результат треба домножити на {\displaystyle (1+i)}
- Приведена вартість довічного ануїтету (постнумерандо) зі сталою величиною платежу {\displaystyle A}

{\displaystyle PV\,=\,{\frac {A}{i}}}
- Приведена вартість довільного грошового потоку {\displaystyle CF_{0},CF_{1},...,CF_{n}}

{\displaystyle PV\,=\,\sum _{j=0}^{n}{\frac {CF_{j}}{(1+i)^{j}}}}
називається його чистою поточною вартістю.

### Приклад 1. Приведена вартість платежу
Приведена вартість 1000 гривень, які повинні бути виплачені за рік, при відсотковій ставці 12% становить
{\displaystyle PV\,=\,{\frac {1000}{(1+0,12)}}\,=\,{\frac {1000}{1,12}}\,=\,892,86} гривні.
Натомість, привдена вартість 1000 гривень, які повинні бути виплачені за 3 роки, при тій же відсотковій ставці становить
{\displaystyle PV\,=\,{\frac {1000}{(1+0,12)^{3}}}\,=\,{\frac {1000}{1,40493}}\,=\,711,78} гривні.

### Приклад 2. Приведена вартість ануїтету
Максимальний кредит який протягом двох років може сплатити особа при щомісячних платежах 1000 гривень, річній номінальній ставці 15% та щомісячній капіталізації є приведеною вартістю ануїтету. Кількість платежів становить 24, місячна процентна ставка 15%/12=1,25%. Закладаючи, що перший платіж відбудеться за місяць після надання кредиту (ануїтет постнумерандо): 
{\displaystyle PV\,=\,1000\cdot {\frac {1-\left(1+0,0125\right)^{-24}}{0,0125}}\,=\,1000\cdot 20,62423\,=\,20624,23} гривні.

## Майбутня вартість
- Майбутня вартість сьогоднішньої грошової суми  {\displaystyle PV} за {\displaystyle n} періодів при процентній ставці {\displaystyle i}

{\displaystyle FV\,=\,PV\cdot (1+i)^{n}}
- Майбутня вартість звичайного ануїтету (постнумерандо) зі сталою величиною платежу {\displaystyle A}

{\displaystyle FV\,=\,A\cdot {\frac {\left(1+i\right)^{n}-1}{i}}}
У випадку ануїтету пренумерандо результат треба домножити на {\displaystyle (1+i)}
- Майбутня вартість довільного грошового потоку {\displaystyle CF_{0},CF_{1},...,CF_{n}}

{\displaystyle FV\,=\,\sum _{j=0}^{n}CF_{j}(1+i)^{n-j}}

## Загальний випадок
Обчислення приведеної та майбутньої базуються на умовних початковому та кінцевому моментах аналізу вартості грошей.
Узагальнюючи, якщо в момент {\displaystyle t_{0}} відома сума грошей {\displaystyle V(t_{0})}, то вартість грошей в довільному моменті {\displaystyle t} можна обчислити за формулою
{\displaystyle V(t)\,=\,V(t_{0})\cdot (1+r)^{t-t_{0}}},
де {\displaystyle r} — річна ефективна процентна ставка. Метод абстрагується від періодичності капіталізації відсотків, експоненційний ріст вартості є неперервним в часі. Різниця {\displaystyle t-t_{0}} — це час (кількість років), який минув від моменту {\displaystyle t_{0}} до моменту {\displaystyle t}. Якщо ця різниця додатня, то актуалізаця вартості грошей відбувається на пізніший момент, а якщо від'ємна — на раніший момент (дисконтування).
Якщо грошові суми {\displaystyle V_{1}(t_{1})} і {\displaystyle V_{2}(t_{2})} мають однакову вартість, то при {\displaystyle t_{1}\ \neq \ t_{2}} відповідна процентна ставка визначається за формулою
{\displaystyle r\,=\,\left({\frac {V_{2}(t_{2})}{V_{1}(t_{1})}}\right)^{\frac {1}{t_{2}-t_{1}}}-1}
Властивості:
- Адитивність: якщо в момент {\displaystyle t_{0}} грошова сума складається з двох частин:

{\displaystyle V(t_{0})\,=\,V_{1}(t_{0})+V_{2}(t_{0})},
і вартість обох складових змінюється за однаковою відсотковою ставкою {\displaystyle r}, то вартість суми змінюється за цією ж відсотковою ставкою і, в довільний момент {\displaystyle t}, величина {\displaystyle V(t)} дорівнює сумі величин {\displaystyle V_{1}(t)} та {\displaystyle V_{2}(t)}.
Доведення зводиться до простого перетворення 
{\displaystyle V(t)\,=\,V(t_{0})\cdot (1+r)^{t-t_{0}}\,=\,(V_{1}(t_{0})+V_{2}(t_{0}))\cdot (1+r)^{t-t_{0}}\,=\,V_{1}(t_{0})\cdot (1+r)^{t-t_{0}}+V_{2}(t_{0})\cdot (1+r)^{t-t_{0}}\,=\,V_{1}(t)+V_{2}(t)}.
- Незалежність від моменту відліку: результат не залежить від того чи  актуалізація відбувається безпосередньо з моменту {\displaystyle t_{0}} на момент {\displaystyle t}, чи через проміжний пункт {\displaystyle t_{1}}. Це виникає з властивості показникової функції:

{\displaystyle V(t_{1})\,=\,V(t_{0})\cdot (1+r)^{t_{1}-t_{0}}},
отже
{\displaystyle V(t_{0})\cdot (1+r)^{t-t_{0}}\,=\,V(t_{0})\cdot (1+r)^{(t_{1}-t_{0})+(t-t_{1})}\,=\,V(t_{0})\cdot (1+r)^{t-t_{1}}\cdot (1+r)^{t_{1}-t_{0}}\,=\,V(t_{1})\cdot (1+r)^{t-t_{1}}}
Порівняння лівої і правої частини доводить наявність властивості.

### Приклад. Сплата кредиту
Кредит 20 тисяч євро під 12% річних буде сплачено двома платежами: за півтора року та за 2,5 року від моменту надання кредиту. Перший платіж буде рівний 15 тисяч євро. Величину другого платежу можна визначити аналізуючи зміну вартості грошей в часі. Вартість {\displaystyle K(t)} суми кредиту у будь-який момент часу {\displaystyle t} повинна бути рівна сумі вартостей платежів {\displaystyle R_{1}(t)} та {\displaystyle R_{2}(t)} у цей момент часу: 
{\displaystyle K(t)\,=\,R_{1}(t)+R_{2}(t)}.
Приймаючи момент надання кредиту за початок відліку часу та актуалізуючи суму кредиту та перший платіж на момент другого платежу {\displaystyle t=2,5}:
{\displaystyle K(2,5)\,=\,K(0)\cdot (1+r)^{2,5-0}\,=\,20000\cdot (1+0,12)^{2,5}\,=\,26550,64} євро,
{\displaystyle R_{1}(2,5)\,=\,R_{1}(1,5)\cdot (1+r)^{2,5-1,5}\,=\,15000\cdot (1+0,12)\,=\,16800,00} євро,
отримаємо другий платіж
{\displaystyle R_{2}(2,5)\,=\,K(2,5)-R_{1}(2,5)\,=\,26550,64-16800,00\,=\,9750,64} євро.

## Неперервна капіталізація
Зміна вартості грошей у часі з застосуванням складних відсотків з неперервною капіталізацією є особливо зручною в теоретичних застосуваннях які вимагають обчислення швидкості зміни, тобто, обчислення похідної за часом. Якщо відсоткова ставка при неперервній капіталізації {\displaystyle r_{c}} та ефективна відсоткова ставка {\displaystyle r} пов'язані співвідношенням 
{\displaystyle e^{r_{c}}\,=\,1+r},
то фомулу актуалізації вартості капіталу можна записати у вигляді
{\displaystyle V(t)\,=\,V(t_{0})\cdot e^{r_{c}(t-t_{0})}}.
Наприклад,
- приведена вартість майбутньої (за {\displaystyle n} періодів) грошової суми  {\displaystyle FV}

{\displaystyle PV\,=\,{\frac {FV}{e^{nr_{c}}}}},
- майбутня вартість сьогоднішньої грошової суми  {\displaystyle PV} за {\displaystyle n} періодів

{\displaystyle FV\,=\,PV\cdot e^{nr_{c}}}.
Оскільки варіант з неперервною капіталізацією є тільки іншою формою запису зміни вартості грошей у часі, то автоматично володіє властивостями адитивності та незалежності від моменту відліку.